# عبد الرؤوف شمعون
عبد الرؤوف شمعون (1945-2024) هو ناقد وفنان تشكيلي فلسطيني، من مواليد قرية تل الترمس قضاء غزة ، هُجر مع عائلته أثر النكبة عام 1948، إلى الاردن . حاز على درجة البكالوريوس في الجغرافيا من الجامعة الأردنية، عام 1968، وعمل مدرسا في المملكة السعودية لمدة 3 سنوات . شارك في العديد من المعارض الشخصية والجماعية، مهتم في الأعمال التجريدية والكلاسيكية الحديثة.

## أسلوبه الفني
كرس مشاريعه الفنية لاستكشاف تجاربه الشخصية وفي المخيم، وعلى الرغم من البيئة الفوضوية للمخيم، فقد ارتكز في بداياته على الواقعية، الذي نقل من خلال هذا الاسلوب تفاصيل حياته وقضاياه الوطنية، ثم تنوع أسلوبه من التعبيرية الى الانطباعية ، وفي اوائل التسعينات بدأت تجربته التجريدية تتبلور والتي بحثت في مفاهيم الحركة والمساحات.

## مؤلفاته
- كفر قاسم والمحاكمة العادلة
- قافلة الفداء: محمد حمد الحنيطي وسرور برهم
- عرس الروح: الشاعر الشهيد عبد الرحيم محمود
- عبد الرؤوف شمعون
- سر جبال أوراس جميلة بوحيرد

## العضوية
- عضو في رابطة الكتاب الأردنيين.
- عضو في رابطة التشكيليين الأردنيين.[6]

## الجوائز
- حائز على جائزة الدولة في الفنون عام 1990.
- حائز على الجائزة التقديرية لبينالي الشارقة عام 1993.[7]

## روابط خارجية
- المقتنيات الفنية - مؤسسة عبد الحميد شومان